# 塞叙埃勒
塞叙埃勒（法語：Seyssuel，法語發音：[sɛsɥɛl]）是法国伊泽尔省的一个市镇，属于维埃纳区。

## 地理
塞叙埃勒（45°33'36"N, 4°50'44"E）面积9.75 平方千米，位于法国奥弗涅-罗讷-阿尔卑斯大区伊泽尔省，该省份为法国东南部内陆省份，北起顺时针与安省、萨瓦省、上阿尔卑斯省、德龙省、阿尔代什省、卢瓦尔省和罗讷省。
与塞叙埃勒接壤的市镇（或旧市镇、城区）包括：科米奈、罗讷河畔沙斯、许泽勒、圣罗曼昂加勒、維埃納、罗讷河畔卢瓦尔。

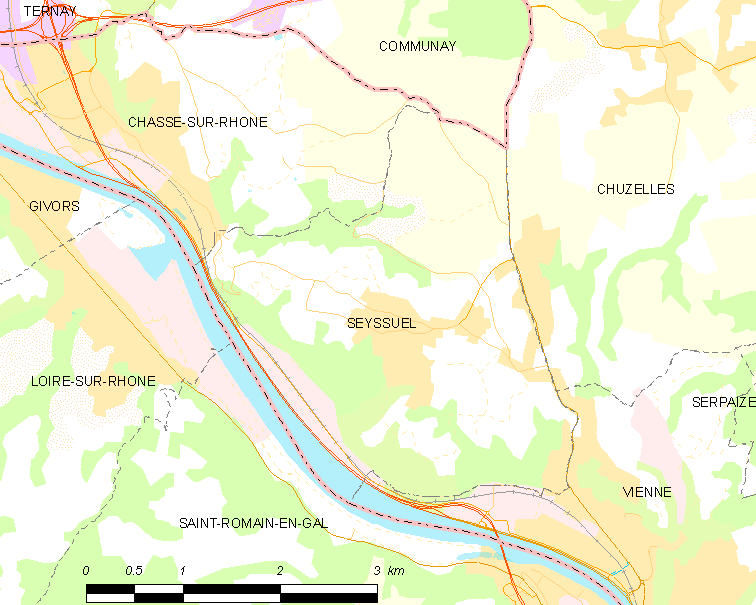
塞叙埃勒的OSM定位图

塞叙埃勒的时区为UTC+01:00、UTC+02:00（夏令时）。

## 行政
塞叙埃勒的邮政编码为38200，INSEE市镇编码为38487。

## 政治
塞叙埃勒所属的省级选区为维埃纳第一县。

## 人口

1962-2008年间塞叙埃勒人口变化图示

塞叙埃勒于2022年1月1日时的人口数量为2168人。